# أونا ستيلا أبراهامسون
أونا ستيلا أبراهامسون هي رسامة وكاتِبة وفنانة كندية، ولدت في 6 أغسطس 1922 في لندن في المملكة المتحدة، وتوفيت في 28 فبراير 1999 في تورونتو في كندا.